# Jang Keun Suk
Jang Keun Suk (koreanisch 장근석; * 4. August 1987 in Danyang, Chungcheongbuk-do, Südkorea) ist ein südkoreanischer Schauspieler und Sänger.

## Filmografie

### Fernsehen
- 1997: Haengbok-do Pamnida (행복도 팝니다)
- 1998: Hug (포옹 Poong)
- 2000: School 3 (학교3 Hakkkyo 3)
- 2001: Ladies of the Palace (여인천하 Yeoin Cheonha)
- 2001: Four Sisters’ Story (네 자매 이야기 Ne Jamae Iyagi)
- 2002: Orange (오렌지 Orenji)
- 2002: The Great Ambition (대망 Daemang)
- 2003: Nonstop 4 (논스톱4)
- 2003: The Owl Museum (부엉이 박물관)[2]
- 2005: Lovers in Prague (프라하의 연인 Peuraha-ui Yeonin)
- 2006: Alien Teacher (에일리언샘 Eillieon Eonsaem)
- 2006: Hwang Jini (황진이)
- 2008: Hong Gil-dong (쾌도홍길동 Gwaedo Hong Gil-dong)
- 2008: Beethoven Virus (베토벤 바이러스 Betoben Baireoseu)
- 2009: You’re Beautiful (미남이시네요)
- 2010: Mary Stayed Out All Night (매리는 외박중 Maerineun Oebakjung)
- 2011: Ikemen desu ne (美男ですね; Cameo-Auftritt)
- 2012: Love Rain (사랑비 Sarangbi)
- 2013: Pretty Man (예쁜남자 Yeppeun Namja)
- 2016: The Royal Gambler (대박 Daebak)
- 2017: A Korean Odyssey (화유기 Hwayugi)
- 2018: Switch: Change the World (스위치 – 세상을 바꿔라 Seuwichi – Sesangeul Bakkwora)

### Film
- 2006: The Call 3 – Final (Chakushin Ari: Final)
- 2007: The Happy Life (즐거운 인생 Jeulgeoun Insaeng)
- 2008: Crazy Waiting (기다리다 미쳐 Gidarida Micheo)
- 2008: Do Re Mi Fa So La Ti Do (도레미파솔라시도 Do Re Mi Pa Sol Ra Si Do)
- 2008: Baby and I (아기와 나 Agi-wa Na)
- 2009: The Case of Itaewon Homicide (이태원 살인사건 Itaewon Sarin Sageon)
- 2011: Budapest Diary (Kurzfilm)
- 2011: You’re My Pet (너는 펫 Neo-neun Pet)
- 2015: Camp (Kurzfilm; Regisseur & Hauptrolle)
- 2018: Human, Space, Time and Human (인간, 공간, 시간 그리고 인간 Inkan, gongkan, sikan grigo inkan)